# Rosulabryum subfasciculatum
Rosulabryum subfasciculatum là một loài Rêu trong họ Bryaceae. Loài này được (Hampe) J.R. Spence miêu tả khoa học đầu tiên năm 1996.